# 中里周子
中里 周子（なかざと のりこ、1988年3月5日 - ）は、日本のファッションデザイナー。

## 来歴
東京都生まれ。東京大学教育学部附属中等教育学校卒業後、2011年、立教大学文学部・文学科・文芸思想専修卒業。文学部100周年記念賞受賞。卒業後の2011年にリトゥンアフターワーズ（writtenafterwards）」運営のファッションデザイン教室“ここのがっこう”で、山縣良和、坂部三樹郎にファッションデザインを学ぶ。
2012年より東京芸術大学・大学院修士課程、2014年からは同・博士課程に在籍している。
ファッションデザイン、インスタレーション、ジュエリー制作や写真家とコラボレーションなどNORIKONAKAZATOとして活動している。

2014年にイタリア・トリエステで開かれたヨーロッパ最大の若手デザイナーのコンテストInternational Talent Support (ITS)で、アートワーク部門ではファイナリスト、ジュエリー部門では日本人初のグランプリとなるスワロフスキー賞を受賞。メルセデスベンツ・ファッションウィーク東京2015で「東京ニューエイジ」としてランウエイデビュー。パルコ主催の「シブカル祭り」では渋谷パルコ壁面に巨大ポスターを写真家らと制作している。

2015年には表参道ヒルズ・パスザバトンにて個展開催し、“KISS THE HEART” 三越伊勢丹グループチャリティーで三越本店ショーウインドウに作品展示。アートブックの出版、アイドルグループのアートディレクションなど活動は多方面にわたり、新進気鋭のファッションデザイナーとして注目されている。東京藝術大学で初めてファッションデザインを課題とし、海外での活躍が評価され東京藝術大学・平山郁夫文化芸術賞を受賞。「SHIBUKARU MATSURI goes to BANGKOK」ではバンコクでファッションショーを行っている。

## 賞歴
- 2013年 - 3331アートフェアー美術手帖賞[18]
- 2014年 - ITS（イタリア）スワロフスキー賞（ジュエリー部門）
- 2015年 - 東京藝術大学・平山郁夫文化芸術賞